# Superman w filmie
Superman, jeden z najsławniejszych komiksowych superbohaterów, pojawiał się na ekranie zarówno w szeregu pełnometrażowych filmów kinowych, jak i licznych filmach krótkometrażowych, czy telewizyjnych oraz w serialach.
Pierwsze ekranowe adaptacje przygód Supermena pojawiły się wkrótce po pierwszych komiksach o tej postaci. Superman zadebiutował w kinie w serii filmów krótkometrażowych w 1941 roku, a następnie pojawił w dwóch tzw. serialach kinowych w 1948 i 1950. Niezależne studio, Lippert Pictures, wyprodukowało film o Supermanie, Superman and the Mole Men, który pojawił się w 1951 roku. Na pierwszą wysokobudżetową produkcję przyszło jednak poczekać do 1978 roku.

## Kinowe filmy pełnometrażowe
| Film                                    | Premiera          | Reżyser                       | Fabuła                                           | Scenarzysta                                          | Producent                                                  | Dystrybutor  |
| --------------------------------------- | ----------------- | ----------------------------- | ------------------------------------------------ | ---------------------------------------------------- | ---------------------------------------------------------- | ------------ |
| Superman                                | 15 grudnia 1978   | Richard Donner                | Mario Puzo                                       | Mario Puzo David Newman Leslie Newman Robert Benton  | Pierre Spengler                                            | Warner Bros. |
| Superman II                             | 19 czerwca 1981   | Richard Lester Richard Donner | Mario Puzo                                       | Mario Puzo David Newman Leslie Newman Tom Mankiewicz | Pierre Spengler                                            | Warner Bros. |
| Superman III                            | 17 czerwca 1983   | Richard Lester                | David Newman Leslie Newman                       | David Newman Leslie Newman                           | Ilya Salkind Pierre Spengler                               | Warner Bros. |
| Superman IV: The Quest for Peace        | 24 czerwca 1987   | Sidney J. Furie               | Lawrence Konner Mark Rosenthal Christopher Reeve | Lawrence Konner Mark Rosenthal                       | Menahem Golan Yoram Globus                                 | Warner Bros. |
| Superman: Powrót                        | 28 czerwca 2006   | Bryan Singer                  | Michael Dougherty Dan Harris Bryan Singer        | Michael Dougherty Dan Harris                         | Jon Peters Bryan Singer Gilbert Adler                      | Warner Bros. |
| Człowiek ze stali                       | 14 czerwca 2013   | Zack Snyder                   | David S. Goyer Christopher Nolan                 | David S. Goyer                                       | Christopher Nolan Charles Roven Emma Thomas Deborah Snyder | Warner Bros. |
| Batman v Superman: Świt sprawiedliwości | 25 marca 2016     | Zack Snyder                   | Zack Snyder David S. Goyer                       | Chris Terrio David S. Goyer                          | Deborah Snyder Charles Roven                               | Warner Bros. |
| Liga Sprawiedliwości                    | 17 listopada 2017 | Zack Snyder                   | Zack Snyder Chris Terrio                         | Chris Terrio Joss Whedon                             | Deborah Snyder Charles Roven Jon Berg Geoff Johns          | Warner Bros. |
| Superman                                | 7 lipca 2025      | James Gunn                    | James Gunn                                       | James Gunn                                           | Peter Safran                                               | Warner Bros. |